# Medaglia Missio Reconciliationis
La Medaglia Missio Reconciliationis (in polacco: Odznaka Missio Reconciliationis) è un premio statale della Polonia assegnato dal Consiglio dell'Associazione "Misja Pojednania" ai cittadini polacchi e non polacchi che hanno dato un contributo eccezionale alla riconciliazione delle nazioni. Il riconoscimento è stato assegnato, tra gli altri, a papa Giovanni Paolo II, a papa Benedetto XVI e all'ex presidente Lech Wałęsa.

## La storia dell'onorificenza
Le sue origini sono legate allo storico incontro e riconciliazione dei difensori di Westerplatte e dei marinai della corazzata "Schleswig-Holstein", organizzato nel 1993 dall'associazione dei veterani chiamata “Rodzina Westerplatczyk-Hubalczyk”. Originariamente l'insegna "Misja Pojednania" (missione di riconciliazione) veniva assegnato come segno visibile di riconciliazione tra i difensori polacchi dei combattimenti di Westerplatte nel settembre 1939 e i soldati tedeschi attaccanti.
Nel 2001 è stata fondata l'Associazione "Misja Popodenia" che, d'intesa con il Ministero dell'Interno e dell'Amministrazione e con l'approvazione del Ministro Capo dell'Ufficio per i Veterani e le Vittime dell'Oppressione, si è assunta l'incarico di conferire la medaglia onorifica. Su richiesta delle associazioni internazionali dei veterani, degli invalidi e delle vittime di guerra, il distintivo fu trasformato nella Commenda "Missio Reconciliationis".

## Insegne
La medaglia è una croce a cinque punte smaltata di blu con cinque stelle tra le braccia. Al centro c'è uno scudo rotondo al centro del quale, su fondo bianco, ci sono due mani giunte in un abbraccio e un ramoscello d'ulivo verde di pace. Intorno al cerchio bianco c'è un bordo rosso con la scritta latina "Missio Reconcilationis". Una corona d'oro è posta sopra lo scudo bianco e rosso. 
La medaglia è portata al collo. Fino al 2013, su un nastro "doppio arcobaleno" modellato sul nastro della Medaglia interalleata della vittoria. Attualmente il nastro è giallo, bianco e rosso con una striscia nera al centro.